# Nexthink
Nexthink es una empresa suiza de software que está especializada en la gestión de la experiencia digital de los empleados (DEX). Fundada en 2004, la empresa proporciona a los equipos de TI herramientas de análisis en tiempo real, automatización y feedback de los empleados para monitorizar y mejorar la experiencia del puesto de trabajo digital.
Nexthink tiene dos sedes, una en Prilly, Lausana, Suiza, y otra en Boston, Estados Unidos. También dispone de otras 10 oficinas en todo el mundo, incluyendo Londres, París, Fráncfort, Madrid, Dubái, Riad y Bangalore.

## Historia
Nexthink fue fundada por Pedro Bados, Patrick Hertzog y Vincent Bieri en Prilly en 2004. La empresa tuvo su origen en la investigación en inteligencia artificial en la École Polytechnique Fédérale de Lausanne (EPFL).
En abril de 2016, Nexthink recaudó 40 millones de dólares en una ronda de financiación liderada por Highland Europe, con la participación de Waypoint Capital, Auriga Partners y Galeo Ventures.
En diciembre de 2018, Nexthink recaudó 85 millones de dólares en una ronda de financiación liderada por Index Ventures, con la participación de inversores existentes, así como TOP Funds y Olivier Pomel, cofundador y CEO de Datadog.
En diciembre de 2020, Nexthink superó los 100 millones de dólares en ingresos recurrentes anuales (ARR), posicionándose entre las empresas privadas que se acercan a su salida a bolsa. En febrero de 2021, Nexthink consiguió 180 millones de dólares en una ronda de financiación de Serie D, alcanzando una valoración de 1.100 millones de dólares. La inversión fue liderada por Permira, con la participación de inversores existentes como Highland Europe e Index Ventures. La empresa alcanzó una valoración de 1.100 millones de dólares, haciendo que sea el último unicornio de Suiza Occidental.
A principios de 2024, Nexthink adquirió AppLearn, un proveedor de servicios de adopción digital con sede en el Reino Unido, para ampliar las capacidades de su plataforma DEX.
En 2024, el producto de Nexthink, Nexthink Flow, ganó el premio CODiE a la Mejor Solución de Experiencia Digital del Empleado.
En julio del mismo año, la empresa fue reconocida por Forrester Research como líder en Soluciones de Monitorización de la Experiencia del Usuario Final.
En agosto, Nexthink fue nombrada Líder en el informe Magic Quadrant™ de Gartner® de 2024 para herramientas de gestión de la experiencia digital del empleado.
En febrero de 2025, G2 reconoció a Nexthink como una empresa de software líder en EMEA en sus premios Best Software Awards 2025.

## Productos
Nexthink proporciona una plataforma de software basada en la nube que se centra en la experiencia digital del empleado (DEX). Sus análisis en tiempo real monitorizan aspectos como el rendimiento del dispositivo, el uso de las aplicaciones, la conectividad de la red y el estado de seguridad del dispositivo del usuario final.
El software identifica problemas de TI específicos y aplica soluciones automatizadas gracias a sus capacidades de automatización y corrección. También permite a los equipos de TI recoger las opiniones de los usuarios mediante encuestas y notificaciones. La plataforma proporciona a los departamentos de TI datos de todo el entorno informático, ofreciendo visibilidad de los sistemas físicos, virtuales y en la nube.
Para la medición, la empresa calcula métricas relacionadas con la experiencia digital del empleado. Esta plataforma puede integrarse con otros software de gestión de servicios de TI (ITSM) y de seguridad. Las organizaciones la utilizan para diversas tareas, como el soporte de TI, la gestión de recursos, las operaciones de Service Desk, la gestión de cambios tecnológicos, y la monitorización de indicadores de sostenibilidad de TI.